# どうぶつ奇想天外!
『どうぶつ奇想天外!』（どうぶつきそうてんがい、英語: AMAZING ANIMALS!）は、1993年10月16日から2009年3月29日までTBS系列局で放送されていた動物をテーマにしたバラエティ番組である。全582回。放送内容から教養番組と見る向きもあるが、TBS公式サイトではバラエティに分類されていた。

## 概要
TBSは1992年3月まで、同じく動物をテーマにしたクイズ番組『わくわく動物ランド』を放送しており、その制作を通じて得た「資産」をこの番組にも活かしていた。後述の千石正一も、『わくわく』において爬虫類の専門家としてたびたび登場していた。
本番組はペットとして飼われる犬、猫、猿といった、人間にとって身近な動物を取り上げる度合いが高かった。また、盲導犬に対する理解を視聴者に広く訴えかけ、彼らの誕生から人間による育成、その仕事と生活、そしてリタイア後の晩年の模様などをたびたび特集していた。なお盲導犬の取材は、レギュラー解答者だった加藤晴彦が長きにわたって担当していた。
番組は土曜20:00枠で放送開始し、それから6年半後の2000年4月に日曜20:00枠へ移動。放送時間の変更後には、直前の時間帯に放送されていた『さんまのSUPERからくりTV』とステーションブレイクなしで接続していた。10年以上にわたる長寿番組として人気を獲得した。
番組は、放送15年目に入った2007年10月21日放送分でリニューアルを行った。さらに2008年に入ってからは、オープニングを廃止していきなり第1問のVTRからスタートし、スタジオの映像へは第1問のシンキングタイムになってようやく切り替わる構成に変更し、それまで原則存在しなかった次回予告も毎回挿入するようになった。しかし、同年に入ってからは視聴率が1桁台を推移するようになった。2月24日放送分からは「今週のラインナップ」（この時、画面左上に番組タイトルが表示される）の後、首都圏在住の幼稚園児が「どうぶつ奇想天外！始まるよ！」とタイトルコールをする映像を入れるなど、場合によってはエンディングの提供読みとその後のCMを前倒しし、特集や最後の問題で番組を終了するという構成に再び変更した。さらに4月13日以降の放送では、提供スポンサーの一部入れ替えや、クイズの出題数の低減、そしてそれまでは番組スペシャル回を中心に行っていたゲスト解答者を迎えての放送をレギュラー化し、優勝者が複数出た場合の対応や、海外旅行プレゼントの応募方法も変更した（詳細はルールを参照）。放送16年目に突入した10月12日放送分からは、それまでのメインであったクイズに代え、全面VTRを見ながら出演者陣がトークを繰り広げる形式が中心となるなど、わずか1年の間に度重なるテコ入れが行われた。
2008年12月、本番組が2009年3月をもってレギュラー放送を終了することがサンケイスポーツなどによって報じられた。そして番組内でも2009年3月1日放送分のエンディングにおいて、3月29日放送分をもって終了することが正式に発表された。これにより、1983年からの『わくわく動物ランド』時代を含めて25年以上続いたTBSの動物バラエティ番組の歴史にピリオドが打たれた。本番組の打ち切りに、みのは激怒し「何故、歴史ある動物番組を潰すんだ!」「潰すなら他の番組があるだろ」としてTBS上層部にクレームを付けたと、2009年3月発売の『週刊朝日』が報じている。「他の番組」とは、6月に終了することになった『水曜ノンフィクション』を指しているとのことである。
最終回は、2009年3月22日・3月29日の2週にわたって19:00 - 20:54の拡大版で放送された。1週目では、過去のいたずら実験、チンパンジーのモモちゃんと調教師の宮沢厚との再会などを放送し、事実上の最後の回となった2週目では、アムールヒョウやフォークランド諸島に棲むペンギンたちの暮らし、15年間の蔵出し映像などを放送。エンディングではみのが最後の挨拶を行い、その後に番組スタッフから全出演者に対して花束が贈呈されて番組は終了した。番組終了時点での出演者と番組スタッフの一部は、その後も『飛び出せ!科学くん』（2009年4月 - 2011年9月こちらは動物以外の分野を扱う教養番組）や『夢!どうぶつ大図鑑』（2011年10月 - 2012年3月17日）に参加した。
番組はその後、2016年9月21日19:00 - 21:54 に3時間の特別番組としておよそ7年半ぶりに放送され、2017年7月1日18:55 - 21:48に「新どうぶつ奇想天外!」のタイトルで放送。また、2018年1月7日、6月27日にも同タイトルで放送される。2018年以降の放送ではみのが出演しないなど、出演者やナレーターが刷新されたものの、東京スカパラダイスオーケストラ演奏の音楽は引き続き使用。
2020年10月3日からYouTube公式チャンネルを開設し、本番組を始め、『わくわく動物ランド』などのTBSにて放送してきた動物番組のセレクションを毎週3本から4本のペースで配信している。
2023年5月20日、大型生放送特番『一緒にやろう SDGsの日』内の1コーナーとして、約5年ぶりに1日限り復活。コーナーは生放送で行われたがクイズの出題はなく、本番組元レギュラーの中尾明慶、杉野遥亮出演のVTRを、同特番総合司会のバナナマン（設楽統・日村勇紀）、同特番主要出演者の上白石萌音・野口聡一・杉野がスタジオで視聴しながらトークを繰り広げる形式だった。
2024年4月18日、本番組の中から厳選した30のエピソードを同日12時から定額制動画配信サービス「U-NEXT」のParaviコーナーにて配信を開始した。

### 出演者
最後の半年間のレギュラー出演者は、司会にみのもんた、解答者にガレッジセールの2人。みのにとって、本番組がTBSで初めてのレギュラー番組であった（それ以前には、他の番組に数回ゲストとして出演していた程度である）。みのは他の出演者に対し、原則として敬称無しで下の名前で呼んでいた。
みのは、本番組の初回から最終回まで通して出演していた唯一の人物である。アシスタントとして雨宮塔子、金子あや、外山惠理、久保田智子、枡田絵理奈（金子以外は出演当時TBSアナウンサー）が出演していた。
レギュラー解答者として最も長い期間出演していたのは、第1回から2008年9月（番組終了の6か月前）まで15年間出演していた高田純次。解答者は他にトミーズ雅、髙田万由子、渡辺満里奈、鈴木蘭々、加藤晴彦、ホンジャマカ、吉野紗香、深谷愛、大森玲子、ガレッジセール、井上和香、田中圭、長谷部瞳、ほしのあきがいた。
ナレーターは、前番組『自然がいちばん!地球塾』から引き続き小島一慶が務めていたが、2008年に発覚した自らの不祥事による引責降板をTBSに申し入れて了承されたことにより、2008年12月いっぱいで降板。それから最終回までのおよそ3か月間は、大塚明夫をはじめとする複数の男性ナレーターが務めていた。なお、大塚は番組の終了後も、『飛び出せ!科学くん』でナレーターを務めていた。吹き替えは、青二プロダクションに所属する声優たちが担当していた。

### BGM
本番組では東京スカパラダイスオーケストラによる番組独自のBGMのほか、『コズモギャング・ザ・ビデオ』や『ドラゴンクエストIII』などのテレビゲームのBGMが起用されていた。実験VTRでは『こちら葛飾区亀有公園前派出所』『ポケットモンスター』『仮面ライダー』といったアニメや特撮ヒーロー系のBGMが使用されたこともある。

## 特番での休止
本番組は国際的なスポーツ大会中継などで休止することが多かった。
土曜日時代の1998年には、バレーボール世界選手権をTBSで独占中継することとなった影響で、約1か月にわたって番組が休止となった。日曜日時代の2006年もTBSで独占中継されたため、11月5日 - 12月3日の5週間、その前の番組である『さんまのSUPERからくりTV』と共にやはり1か月ほど番組が放送を休止された。
また世界陸上で2003年と2005年（ともに日曜日時代）に「女子マラソン」を編成された場合休止したことがあり、2007年の大阪大会開催期間中の日曜日は上記と同様『〜からくりTV』とともに休止された。
2007年8月は「女子バレーワールドグランプリ」がこれまでのフジテレビからTBSテレビへ移行されることと3週（8月5日・8月12日・8月19日）続けて日本で開催されることと前述の『世界陸上大阪大会』（8月26日・9月2日）が入る関係上、前番組の『〜からくりTV』も含め5週連続して休止される予定だったが7月29日に第21回参議院議員通常選挙が実施され開票特番『乱!参議院選挙2007』の放送に伴い6週連続して休止した。
2006年7月23日はプロ野球サンヨーオールスターゲームの第2戦中継（7月22日は降雨中止となったため）のため放送休止。
2006年10月29日はプロ野球『日本シリーズ・第7戦』で双方ともに休止される可能性もあったが、第5戦で終了したため、休止を回避された（土曜日時代の1999年10月30日も同様）。
2007年10月14日に『15年目!新スタート超豪華スペシャル』を放送予定であったが、プロ野球セ・リーグクライマックスシリーズ第1ステージを放送することになったため、10月21日に変更になった。
2008年には5月18日と6月1日に『2008北京オリンピックバレーボール世界最終予選』放送のため、6月22日と7月6日は北京オリンピック前哨戦となる『女子バレーボール ワールドグランプリ』が放送されたために休止となった。

## 主な出演者
1996年4月のセット一新以降、司会席と解答者席にはそれぞれ出演者と動物を掛け合わせた人形が置いてあり、それについても記述する。しかし2016年の復活特番では設置されなかった。

### 司会
- みのもんた（ビーグル）：1回目から最終回までと復活特番に唯一の完勤。2017年7月の特番では「どうぶつライブラリー名誉館長」として出演。
- 安住紳一郎（TBSアナウンサー、2016年9月21日）[1]

### アシスタント
※所属は番組出演当時のもの。4代目までは全員必ず、卒業時のエンディングでみのから花束が贈られていた。そのうち、初代アシスタントの雨宮のみ、番組開始当初の試行錯誤の重みからかみのが号泣し、雨宮へ労いの言葉を泣きながら述べて花束を渡している。しかし、2代目から4代目の花束贈呈時はいたって普通に労いの言葉を述べて花束を渡している。
- 初代：雨宮塔子（TBSアナウンサー、1993年10月 - 1999年3月、タヌキ）2016年の復活版にもMCとして出演。しかし『NEWS23』（フランスから帰国して8月よりキャスターを担当）出演準備を理由に、放送開始30分ほどで退席した。
- 2代目：金子あや （1999年4月 - 2000年3月、猫）
- 3代目：外山惠理（TBSアナウンサー、2000年4月 - 2001年9月、猫）2016年の復活版には、放送時点で唯一の現職アナウンサーでありながら起用されず。また過去VTRの一部でさかなクン初登場時の魚のトークで一瞬映ったが、テロップ表記は行われなかった。
- 4代目：久保田智子[注 7][注 8]（TBSアナウンサー、2001年10月 - 2008年9月、ペンギン）
- 5代目：枡田絵理奈[注 8]（TBSアナウンサー、2008年10月 - 2009年3月）2016年の復活版では、VTRの一部コーナーに出演。
就任当初は司会者であるはずのみのが解答者としても出演していたため事実上一人で進行していたが、2009年1月頃からは従前通りみのと一緒に進行するようになった。

### レギュラー出演者
1993年10月から2008年9月までの解答席の色も記述する（確定分のみ、不明者は記載なし）。
- 1枠→1列目3枠→1列目1枠：高田純次（1993年10月 - 2008年9月、ラクダ、■黄色）解答者では最長出演。2016年と2018年の復活特番にも出演。
- 3枠→2列目4枠：トミーズ雅（1993年10月 - 1998年9月、ゴリラ、■赤）
- 1列目1枠：荒木定虎（1994年4月 - 1996年9月、■青）
- 2列目5枠：鈴木蘭々（1994年4月 - 1998年9月、タヌキ、■ピンク）
- 1列目2枠：大桃美代子（1994年4月 - 9月、■緑）
- 1列目2枠：髙田万由子（1994年10月 - 1995年3月、■緑）
- 1列目2枠：渡辺満里奈（1995年4月 - 2007年9月、アライグマ、■緑）2016年復活特番にも出演。
- 1列目1枠→1列目3枠→2列目5枠→1列目3枠：加藤晴彦（1996年10月 - 2007年9月、紀州犬、■青）
- ホンジャマカ（1998年10月 - 2003年9月）
  - 2列目5枠→2列目4枠：恵俊彰（孫悟空、■赤）
  - 2列目6枠→1列目3枠：石塚英彦（カバ、■オレンジ）
- 2列目4枠→2列目6枠：吉野紗香（1998年10月 - 2001年3月、猫、■ピンク）
- 2列目6枠：深谷愛（2001年4月 - 9月、■ピンク）
- 2列目6枠：大森玲子（2001年10月 - 2003年9月、犬、■ピンク）
- 2列目4枠：井上和香（2003年10月 - 2007年9月、ヒョウ、■ピンク）
- ガレッジセール（2003年10月 - 2009年3月）
  - 2列目5枠→2列目4枠：ゴリ（ゴリラ、■赤）
  - 2列目6枠→2列目5枠：川田広樹（イワトビペンギン、■オレンジ）
- 1列目3枠：田中圭（2007年10月 - 2008年9月、■青）
- 2列目6枠：長谷部瞳（2007年10月 - 2008年9月、■緑）
- 1列目2枠：ほしのあき（2007年10月 - 2008年9月、■ピンク）
- つるの剛士（2008年10月 - 2009年3月）
- 中尾明慶（2008年10月 - 2009年3月）
- 佐々木希（2008年10月 - 2009年3月）
- 中川翔子（2008年10月 - 2009年3月）
- ゲスト・準レギュラー（2008年4月 - 2009年3月）：本番組は、1994年3月まで特番時などを除いて基本的にゲストを招かずにレギュラー出演者のみで進行していたが、2008年4月13日放送分からはほぼ毎回ゲストを招くようになった。ゲストの人数は原則として1人か2人だったが、出ない回もあった。そのため、第1回から出演の純次以外の解答者は全員、事実上準レギュラーとなった。

### 変遷

#### 出演者
| 担当         | 出演者（1993年度）  |
| ------------ | ------------------- |
| 司会         | みのもんた          |
| アシスタント | 雨宮塔子            |
| レギュラー   | 高田純次/トミーズ雅 |

| 担当         | 担当         | 出演者（1994年度）                    |
| ------------ | ------------ | ------------------------------------- |
| 司会         | 司会         | みのもんた                            |
| アシスタント | アシスタント | 雨宮塔子                              |
| レギュラー   | 全期         | 高田純次/トミーズ雅/荒木定虎/鈴木蘭々 |
| レギュラー   | 前期         | 大桃美代子                            |
| レギュラー   | 後期         | 高田万由子                            |

| 担当         | 出演者（1995年度）                               |
| ------------ | ------------------------------------------------ |
| 司会         | みのもんた                                       |
| アシスタント | 雨宮塔子                                         |
| レギュラー   | 高田純次/トミーズ雅/荒木定虎/鈴木蘭々/渡辺満里奈 |

| 担当         | 担当         | 出演者（1996年度）                      |
| ------------ | ------------ | --------------------------------------- |
| 司会         | 司会         | みのもんた                              |
| アシスタント | アシスタント | 雨宮塔子                                |
| レギュラー   | 全期         | 高田純次/トミーズ雅/鈴木蘭々/渡辺満里奈 |
| レギュラー   | 前期         | 荒木定虎                                |
| レギュラー   | 後期         | 加藤晴彦                                |

| 担当         | 出演者（1997年度）                               |
| ------------ | ------------------------------------------------ |
| 司会         | みのもんた                                       |
| アシスタント | 雨宮塔子                                         |
| レギュラー   | 高田純次/トミーズ雅/鈴木蘭々/渡辺満里奈/加藤晴彦 |

| 担当         | 担当         | 出演者（1998年度）                       |
| ------------ | ------------ | ---------------------------------------- |
| 司会         | 司会         | みのもんた                               |
| アシスタント | アシスタント | 雨宮塔子                                 |
| レギュラー   | 全期         | 高田純次/渡辺満里奈/加藤晴彦             |
| レギュラー   | 前期         | トミーズ雅/鈴木蘭々                      |
| レギュラー   | 後期         | ホンジャマカ（恵俊彰/石塚英彦）/吉野紗香 |

| 担当         | 出演者（1999年度）                                 |
| ------------ | -------------------------------------------------- |
| 司会         | みのもんた                                         |
| アシスタント | 金子あや                                           |
| レギュラー   | 高田純次/渡辺満里奈/加藤晴彦/ホンジャマカ/吉野紗香 |

| 担当         | 出演者（2000年度）                                 |
| ------------ | -------------------------------------------------- |
| 司会         | みのもんた                                         |
| アシスタント | 外山惠理                                           |
| レギュラー   | 高田純次/渡辺満里奈/加藤晴彦/ホンジャマカ/吉野紗香 |

| 担当         | 担当 | 出演者（2001年度）                        |
| ------------ | ---- | ----------------------------------------- |
| 司会         | 司会 | みのもんた                                |
| アシスタント | 前期 | 外山惠理                                  |
| アシスタント | 後期 | 久保田智子                                |
| レギュラー   | 全期 | 高田純次/渡辺満里奈/加藤晴彦/ホンジャマカ |
| レギュラー   | 前期 | 深谷愛                                    |
| レギュラー   | 後期 | 大森玲子                                  |

| 担当         | 出演者（2002年度）                                 |
| ------------ | -------------------------------------------------- |
| 司会         | みのもんた                                         |
| アシスタント | 久保田智子                                         |
| レギュラー   | 高田純次/渡辺満里奈/加藤晴彦/ホンジャマカ/大森玲子 |

| 担当         | 担当         | 出演者（2003年度）                       |
| ------------ | ------------ | ---------------------------------------- |
| 司会         | 司会         | みのもんた                               |
| アシスタント | アシスタント | 久保田智子                               |
| レギュラー   | 全期         | 高田純次/渡辺満里奈/加藤晴彦             |
| レギュラー   | 前期         | ホンジャマカ/大森玲子                    |
| レギュラー   | 後期         | 井上和香/ガレッジセール（ゴリ/川田広樹） |

| 担当         | 出演者（2004年度 - 2006年度）                        |
| ------------ | ---------------------------------------------------- |
| 司会         | みのもんた                                           |
| アシスタント | 久保田智子                                           |
| レギュラー   | 高田純次/渡辺満里奈/加藤晴彦/井上和香/ガレッジセール |

| 担当         | 担当         | 出演者（2007年度）           |
| ------------ | ------------ | ---------------------------- |
| 司会         | 司会         | みのもんた                   |
| アシスタント | アシスタント | 久保田智子                   |
| レギュラー   | 全期         | 高田純次/ガレッジセール      |
| レギュラー   | 前期         | 渡辺満里奈/加藤晴彦/井上和香 |
| レギュラー   | 後期         | 田中圭/長谷部瞳/ほしのあき   |

| 担当         | 担当 | 出演者（2008年度）                    |
| ------------ | ---- | ------------------------------------- |
| 司会         | 司会 | みのもんた                            |
| アシスタント | 前期 | 久保田智子                            |
| アシスタント | 後期 | 枡田絵理奈                            |
| レギュラー   | 全期 | ガレッジセール                        |
| レギュラー   | 前期 | 高田純次/田中圭/長谷部瞳/ほしのあき   |
| レギュラー   | 後期 | つるの剛士/中尾明慶/佐々木希/中川翔子 |

#### 席順
| 4枠■ ゲスト | 3枠■ トミーズ雅 | 2枠■ ゲスト | 1枠■ 高田純次 |

| 後列 | 5枠■ 鈴木蘭々 | 4枠■ トミーズ雅 |               |
| 前列 | 3枠■ 高田純次 | 2枠■ 大桃美代子 | 1枠■ 荒木定虎 |

| 後列 | 5枠■ 鈴木蘭々 | 4枠■ トミーズ雅 |               |
| 前列 | 3枠■ 高田純次 | 2枠■ 高田万由子 | 1枠■ 荒木定虎 |

| 後列 | 5枠■ 鈴木蘭々 | 4枠■ トミーズ雅 |               |
| 前列 | 3枠■ 高田純次 | 2枠■ 渡辺満里奈 | 1枠■ 荒木定虎 |

| 後列 | 5枠■ 鈴木蘭々 | 4枠■ トミーズ雅 |               |
| 前列 | 3枠■ 高田純次 | 2枠■ 渡辺満里奈 | 1枠■ 加藤晴彦 |

| 後列 | 6枠■ 石塚英彦 （ホンジャマカ） | 5枠■ 恵俊彰 （ホンジャマカ） | 4枠■ 吉野紗香 |
| 前列 | 3枠■ 加藤晴彦                  | 2枠■ 渡辺満里奈              | 1枠■ 高田純次 |

| 後列 | 6枠■ 吉野紗香                  | 5枠■ 加藤晴彦   | 4枠■ 恵俊彰 （ホンジャマカ） |
| 前列 | 3枠■ 石塚英彦 （ホンジャマカ） | 2枠■ 渡辺満里奈 | 1枠■ 高田純次                |

| 後列 | 6枠■ 深谷愛                    | 5枠■ 加藤晴彦   | 4枠■ 恵俊彰 （ホンジャマカ） |
| 前列 | 3枠■ 石塚英彦 （ホンジャマカ） | 2枠■ 渡辺満里奈 | 1枠■ 高田純次                |

| 後列 | 6枠■ 大森玲子                  | 5枠■ 加藤晴彦   | 4枠■ 恵俊彰 （ホンジャマカ） |
| 前列 | 3枠■ 石塚英彦 （ホンジャマカ） | 2枠■ 渡辺満里奈 | 1枠■ 高田純次                |

| 後列 | 6枠■ 川田 （ガレッジセール） | 5枠■ ゴリ （ガレッジセール） | 4枠■ 井上和香 |
| 前列 | 3枠■ 加藤晴彦                | 2枠■ 渡辺満里奈              | 1枠■ 高田純次 |

| 後列 | 6枠■ 長谷部瞳 | 5枠■ 川田 （ガレッジセール） | 4枠■ ゴリ （ガレッジセール） |
| 前列 | 3枠■ 田中圭   | 2枠■ ほしのあき              | 1枠■ 高田純次                |

| 後列 | 6枠■ 長谷部瞳 または ゲスト | 5枠■ 川田 （ガレッジセール） または ゲスト | 4枠■ ゴリ （ガレッジセール） または ゲスト |
| 前列 | 3枠■ 田中圭 または ゲスト   | 2枠■ ほしのあき または ゲスト              | 1枠■ 高田純次                              |

| 後列 | 6枠 森三中   | 5枠 渡辺満里奈 | 4枠 ももいろクローバーZ |
| 前列 | 3枠 上地雄輔 | 2枠 高田純次   | 1枠 向井理              |

### 取材VTR出演など
- 千石正一：取材やクイズの正誤判定などを担当。
- カラテカ：ロケ担当の準レギュラー。カラテカ就任以前には、ガレッジセールがこのポジションを務めていた。
- さかなクン
- 宮田勝重：ヒゲが無いのにもかかわらず、「ドクターネコヒゲ」の愛称を付けられていた。
- 篠原涼子
- 穴井夕子
- 松島エリース
- 木村多江
- 羽田恵理香
- 若杉南（Melody）
- はしのえみ
- 江川有未
- 野村佑香
- 五十嵐隼士
- ほか

### 動物およびトレーナー・ガイド
- 伊豆シャボテン公園の堤秀世トレーナーとアスカ（チンパンジー）
- 現在はカドリー・ドミニオンの宮沢厚トレーナーとモモ（那須ワールドモンキーパーク）・パン・ポコ（チンパンジー）
- 村﨑太郎トレーナーと次郎（ニホンザル）
- 山崎充哲多摩川の案内人（リバーレンジャー）（アユや多摩川の自然）

## クイズのルールと演出
全ての期間共通の書き問題は絵を描かなくてはいけないというルールだった為、個性的な絵が連発したが最末期になると早押し問題が出題されるようになった。

### 当初のルール
パネラーは原則、通常放送時4人（4組）。最初にノルマポイントを指定する。ノルマポイントを達せばパネラー全員にスポンサーのJR東日本より「びゅう旅行券」（10万円分）を進呈し、逆にノルマポイントを満たなかったら視聴者4人に「びゅう旅行券」（10万円分）をプレゼントした。
1枠席は黄色、2枠席紫色、3枠席緑色、4枠席ピンク色のテーブルと解答席背景の順にこの当時の各局クイズ番組に多かった横1列に解答者が着席していた。

### 中期・1994年4月以降のルール
番組2年目突入の1994年4月9日放送分より、パネラーは原則、通常放送時5人（5組）、スペシャル時は6人（6組）に変更。パネラーの1人（1組）増員に伴いセットを一新、解答席を横1列4人（4組）から、いわゆる1列目3人（3組）と後列2列目2人（2組）に出演者が着席する（スペシャルでは後列も3人（3組））ひな壇状の席配置へ変更した。解答するテーブルは何度もマイナーチェンジしているものの（解答者のネームプレートデザイン・ランプの位置・テーブル設置固定マイク廃止・ピンマイク化など細かい点）、セット配置はクイズ形式が消滅する2008年9月まで14年半、変わらず続いた（VTRナレーションのみ構成の特別版と番宣特番を除く）。
ノルマポイントを廃止し、「びゅう旅行券」（10万円分）を視聴者から「この日のポイント数」人にプレゼントした。さらに個人戦初期は「トップ賞のパネラーのこの日のポイント数」人に「びゅう旅行券」（10万円分）プレゼントした。JR東日本がスポンサー降板後は、トップ賞のパネラーのサイン入りのサルのぬいぐるみを「トップ賞のパネラーのこの日のポイント数」人にプレゼントした。この時期にパーフェクトを達成すると、最後に落ちてくるサルは王様の格好をしていた（この王様サルもプレゼントされていたかは不明）。
そのほか賞品として、優勝者にはスワロフスキー社のシルバークリスタルが賞品として渡された。ペットの専門店・コジマより動物生体のプレゼントがあった（後述）が、その後廃止された。
2008年3月30日放送分までは問題数がレギュラー・特番に関係なく2ポイントの問題2問と1ポイントの問題1問の都合3問だった。2ポイントの問題で「完全な正解」ではないが正解に近い答えを書いた場合は1ポイントだけ獲得出来ることがある（大半はみのの裁量）。得点は「ウッキーモンキー」と呼ばれるサルのぬいぐるみで表された。
2006年10月29日放送分までは得点トップの解答者が複数いた場合はジャンケンで優勝者を決めていた。
解答をオープンする時の効果音はコナミのアーケードゲーム「ヘクシオン」のクレジット投入音が使われていた。
1列目1枠席青色・晴彦、2枠席緑色・満里奈、3枠席黄色・純次、後列2列目4枠席赤色・雅、5枠席ピンク色・蘭々のテーブルの順に解答者が着席していた（一例。これは満里奈初回1995年4月 - 雅・蘭々卒業の1998年9月における通常時）。解答席背景セットは廃止され、セット全体が背景になった（解答テーブルのみとなる）。

### 2006年からのルールの変化
- 2006年12月10日放送分から2008年3月30日放送分まではこの場合のみ優勝者の賞品も視聴者プレゼントになっていた。2008年4月13日以降の扱いはプレゼントクイズを参照。
- 2007年頃、スワロフスキー社の商品はシルバークリスタルからクリスタルリビング（その回に紹介された動物の場合が多い）に変わった。
- 2007年10月21日放送分から得点表示がCG合成になり、「ウッキーモンキー」が番組キャラクターの「ジャズ」（サル）に変わった。ちなみにウッキーモンキーが落ちてくるときにかかるBGMは、ナムコのアーケードゲーム「コズモギャング・ザ・ビデオ」のステージクリアーの曲である（正解VTRでは劇場版『光戦隊マスクマン』の主題歌『ショットボンバー全力集中』のインストゥルメンタル版が使われている）。
- 2008年4月から、1ポイントの問題が1問、2ポイントの問題が1問に変わった。
- 2008年4月13日放送分以降はゲスト解答者がレギュラー化されたため、ゲスト解答者を含めた複数の優勝者が出た場合はゲスト解答者が優勝することになった。ただし、レギュラー解答者のみで複数の優勝者が出た場合は優勝者なしと見なされた。その際の対応はプレゼントクイズを参照。

### 2008年10月以降のルール
クイズは時々出題されるものの、優勝を競う方式ではなく、バッジ10個をためて出演者・ゲストが希望する地域への海外旅行を目指す方式に変わった。さらに、司会であるはずのみのもクイズに解答することとなった。

### 2016年復活特番のルール
クイズ形式を本格的に復活。基本的に中期のルールをそのまま採用。ただし、レギュラー放送時代の解答者は純次と満里奈のみの参加であり、その他のレギュラーはVTR含め一切出演しなかった。ゲスト解答者は、上地雄輔、ももクロ・森三中そして番宣で来た向井理という「レギュラー放送時代に視聴者だった代表芸能人」としてこの4組が参加した。ただし、細かい演出上では得点表示が2006年以降同様セットを作成せずCG合成となり、BGMは従来のものが多数使用されたものの、解答をオープンする時の効果音は全く異なるものへ変更、さらに答え合わせVTRの際のBGMも同じく異なるものが使われた、他にも既婚者のみが答える問題もあった。
しかし、解答席にテーブルはなくなり、座る椅子と解答者の左横（スタジオ上では右）に細長いランプが設置されただけだった。テーブルがなくなっためネームプレートはなく、氏名（またはグループ）は字幕スーパーテロップ表記と得点表示時だけであった。

## 事故
1996年8月8日深夜4時頃、ロシアのカムチャツカ半島で、取材のため滞在していた星野道夫が、設営していたテントでヒグマに襲われ、死去する事故が発生した。この事故の後、番組では星野を偲ぶ特番を放送。その中で「遺族の意思により、今後番組で星野に関することを取り扱わない」という旨を放送した。

## PTAの評価
- 「子供とメディアに関する意識調査」内“親が子どもに見せたい番組”（日本PTA全国協議会主催）
  - 2003年度：第2位
  - 2004年度：第2位
  - 2005年度：第3位
  - 2006年度：第2位
  - 2007年度：第2位
  - 2008年度：第2位

## 歴代エンディングテーマ曲
- 風の旋律を聴け/近藤名奈
- ハレルヤ/岡村孝子
- 不思議で素敵なクリスマス/杉田裕
- Say! Happy Birthday/東京Qチャンネル
- 夏色のCalendar/Letit go
- 虹をわたろう/又紀仁美
- Rainbow/松倉佐織
- 365 Colors Of The Rainbow/佐藤聖子
- しあわせのいろ/奥井亜紀
- KISS THE SUNLIGHT/梶谷美由紀
- 約束/米倉千尋
- 大事なこと/サラダ
- 太陽とハナウタ/渡辺満里奈&鈴木蘭々
- Lucky Goes On!/亜波根綾乃
- Merci/猫沢エミ
- スニーカー/bice
- YEMAYA/沼澤尚
- かのん/mawari
- ANIMAL EYES/緒方恵美
- リベルテ/SOY
- きめてやるサマーラブ/Z-1
- ダーリン/Linda[7][8]
- 君を想えば/TYO
- あいのくに/長谷川都
- Strawberry-Mint Hug/茨木あゆみ
- あたたかな花/MI:LAGRO
- あなたがいれば/華原朋美
- いつかキミと/イノトモ
- ノゾミ∞カナエ/Little Non
- Pleasure ground/Capsule

## スタッフ
- 構成：恒川省三、小笠原英樹、本郷実、シマダ秀樹
- ナレーター：小島一慶、山本太郎、冨永みーな、熊谷ニーナ、服部潤、田中信夫、佐藤賢治、大塚明夫
- 映像協力：イースト
- テーマ音楽：東京スカパラダイスオーケストラ
- 取材
  - カメラ：望月浩二郎、中島純、田中治夫、山本久男
  - VE：佐藤修、磯山正人、三宅里奈
- 技術：山森伸浩
- VE：奥村秀樹
- カメラ：榛沢栄一
- 照明：床井弘一
- 音声：加藤克行
- 音効：大野友造
- 美術プロデューサー：相野道生
- 美術デザイナー：西條実
- 美術制作：笠松和明
- 装置：谷平真二
- 電飾：西田和正
- メカシステム：濱口利行
- ロケ美術：金子修一
- 装飾：後藤千鶴
- 特殊美術：白鳥保夫
- ヘアメイク：佐々木彩
- 操演：岩本浩二
- バーチャルCG：岩屋朝仁
- 編集：宮下仁
- MA：右田安昌
- 選曲：水崎雅雄
- TK：長谷川道子
- CG：前田紀子
- タイトル：FIREWORKS
- AP：会有利
- 宣伝：大下慎太郎
- イラスト：佐藤美代子
- リサーチ：前森かおる
- AD：黒澤寛
- ディレクター：大木一史、小山由晴、黒江達也
- 演出：小橋卓、佐藤栄記、酒井祐輔、樋江井彰敏、宮下賢治/近藤靖
- 総合演出：保津章二
- プロデューサー：川口直美、西岡浩太郎
- 制作プロデューサー：笠原啓
- 技術協力：エヌ・エス・ティー、東通、PEC
- 美術協力：アックス
- 制作：TBSエンタテインメント→TBSライブ→TBSテレビ
- 製作著作：TBS